# Круг, Хельмут
Хельмут Хайнц Круг (нем. Hellmut Heinz Krug; род. 19 мая 1956, Гельзенкирхен, Северный Рейн-Вестфалия) — футбольный арбитр из Германии.
Круг судил Чемпионат мира по футболу 1994 и Чемпионат Европы по футболу 1996. В 1998 году обслуживал финальный матч Лиги чемпионов УЕФА между клубами «Реал Мадрид» и «Ювентус», а также полуфинальный матч Кубка УЕФА 1999/2000 между клубами «Галатасарай» и «Лидс Юнайтед».
Сейчас Круг работает комментатором на немецком телеканале Das Erste.